# Pepe (Sedati)
Pepe is een bestuurslaag in het regentschap Sidoarjo van de provincie Oost-Java, Indonesië. Pepe telt 12.366 inwoners (volkstelling 2010).